# Бундестаг
Бундестаг ФРН (нім. Bundestag — федеральні збори, від Bundes — федеративний/-і + Tag — сейм, збори) — конституційний та законодавчий орган на федеральному рівні в Федеративній Республіці Німеччина. Єдиний конституційний орган у політичній системі ФРН, що обирається безпосередньо всіма громадянами країни. Строк обрання депутатів Бундестагу — чотири роки. Достроковий розпуск парламенту можливий лише як виняток і належить до компетенції федерального президента.
Мінімальна кількість депутатів у Бундестазі становить 598 осіб, однак через систему розподілу місць і механізм "перевищення мандатів", нинішній 20-й склад Бундестагу налічує 735 депутатів, що робить його найбільшим у його історії та найбільшим вільно обраним національним парламентом у світі. Депутати часто називають Бундестаг "Hohes Haus" (Високий дім). 
Вибори до Бундестагу проводяться кожні чотири роки серед громадян Німеччини, які досягли 18-річного віку. Виборча система поєднує мажоритарну систему голосування за кандидатів із пропорційною системою партійних списків, щоб забезпечити точне відображення загальних результатів виборів. Парламент може бути розпущений президентом Німеччини лише в тому випадку, якщо канцлер втратив довіру Бундестагу, що підтверджується голосуванням.
Бундестаг виконує низку функцій, деякі з яких розділяє з Бундесратом. Це головний законодавчий орган на федеральному рівні, що обирає федеральний уряд і визначає кандидатуру канцлера. Землі Німеччини беруть участь у законодавчому процесі через Бундесрат, інший орган, що має окремі повноваження. Бундестаг не лише обирає канцлера, але й здійснює контроль за його діяльністю та за діяльністю урядових міністрів через створені комітети нагляду. Важливою функцією парламенту є ухвалення державного бюджету, для чого створено найбільший і найважливіший комітет. Бюджетні дебати зазвичай проходять у загальній формі, де аналізується робота уряду за попередній рік. 
Парламент також має виключне право ухвалювати рішення щодо розгортання та використання збройних сил Німеччини — Бундесверу. Головнокомандувачем є федеральний міністр оборони, який діє від імені парламенту. З 1999 року Бундестаг засідає в будівлі Рейхстагу в Берліні, а також використовує кілька сучасних урядових споруд у його околицях. Бундестаг має свою власну поліцію (Bundestagspolizei), яка підпорядковується президенту Бундестагу. 
На чолі Бундестагу з 26 жовтня 2021 року стоїть Бербель Бас із Соціал-демократичної партії Німеччини. 
Крім неї, в парламенті є п'ять віце-президентів, по одному від кожної політичної фракції. Президент і віце-президенти обираються членами Бундестагу, зазвичай шляхом голосування, яке підтверджує запропонованих кандидатів незалежно від того, чи є фракція при владі чи в опозиції. Вперше в історії об'єднаної Німеччини праворадикальна партія AfD не змогла здобути пост віце-президента через негативне ставлення більшості депутатів, що вважається вотумом недовіри до цієї політичної сили, яка перебуває під наглядом внутрішньої розвідки.
З огляду на те, що президент Німеччини є головою держави, а Бундестаг контролює уряд, президент Бундестагу є другою за важливістю посадовою особою в державі. Хоча канцлер очолює уряд, він лише третій у ієрархії після президента Німеччини та президента Бундестагу.
20-й Бундестаг Німеччини не лише найбільший у своїй історії, але й є найбільш відвідуваним парламентом у світі, що робить його найвпливовішим демократичним органом на міжнародному рівні.

## Історія
Перша установа, яка називалася Бундестагом, існувала в Німецькому Союзі (німецькою - Deutscher Bund). Вона збиралася у Франкфурті-на-Майні з 1816 до 1866 року. Англійською мовою її називають Федеральною конвенцією.
Після розпуску Німецького Союзу в 1866 році та заснування Німецької імперії (German Reich) у 1871 році, у Берліні, столиці тодішнього Королівства Пруссія (найбільшого та найвпливовішого штату як у Союзі, так і в імперії), було створено Рейхстаг як німецький парламент.
Делегати Рейхстагу обиралися шляхом прямих і рівних виборів для чоловіків (на відміну від трикласової виборчої системи, що існувала в Пруссії до 1918 року). Рейхстаг не брав участі у призначенні канцлера до парламентських реформ жовтня 1918 року. Після Листопадової революції 1918 року та запровадження Веймарської конституції жінки отримали право голосувати та бути обраними до Рейхстагу, а парламент міг використовувати вотум недовіри, щоб змусити канцлера або будь-якого члена кабінету подати у відставку. 
У 1933 році Адольф Гітлер був призначений канцлером і завдяки декрету про підпал Рейхстагу, Закону про надання повноважень 1933 року та смерті президента Пауля фон Гінденбурга у 1934 році отримав необмежену владу. Після цього Рейхстаг збирався рідко, зазвичай у Оперному театрі Кролла, щоб одностайно затверджувати рішення уряду. Останнє засідання відбулося 26 квітня 1942 року.
З новою конституцією 1949 року був створений Бундестаг як новий парламент Західної Німеччини. Оскільки Західний Берлін офіційно не підпорядковувався конституції, засідання Бундестагу проходили в Бонні у кількох різних будівлях, зокрема тимчасово в колишньому водопровідному об'єкті. Крім того, через юридичний статус міста, жителі Західного Берліна не мали права голосувати на виборах до Бундестагу, і замість цього їх представляли 22 делегати без права голосу, обрані Палатою представників, законодавчим органом міста.
Будівля Бундесгаусу в Бонні була колишньою будівлею парламенту Німеччини. Засідання Бундестагу Німеччини відбувалися там з 1949 року до його переїзду до Берліна в 1999 році. Сьогодні в ньому розташований Міжнародний конгрес-центр Бундесгаусу в Бонні, а в північній частині – філія Бундесрату («Федеральна рада»), яка представляє землі – федеральні штати. Південні частини стали частиною німецьких офісів для Організації Об'єднаних Націй у 2008 році.
Колишня будівля Рейхстагу слугувала для розміщення історичної виставки (Fragen an die deutsche Geschichte) і зрідка використовувалася як конференц-центр. Будівля Рейхстагу також іноді використовувалася як місце для засідань Бундестагу та його комітетів і Федеральної конвенції, органу, який обирає федерального президента Німеччини. Однак радянська влада суворо протестувала проти використання будівлі Рейхстагу установами Федеративної Республіки Німеччина і намагалася порушувати засідання, пролітаючи поблизу будівлі на надзвукових літаках.
З 19 квітня 1999 року німецький парламент знову збирається в Берліні в оригінальній будівлі Рейхстагу, яка була побудована в 1888 році за планами німецького архітектора Пауля Валлота і зазнала значної реконструкції під керівництвом британського архітектора лорда Нормана Фостера. Парламентські комітети і підкомітети, публічні слухання та засідання парламентських груп проходять у трьох допоміжних будівлях, що оточують будівлю Рейхстагу: Якоб-Кайзер-Гаус, Пауль-Льобе-Гаус і Марі-Елізабет-Людерс-Гаус.
У 2005 році невеликий літак зазнав аварії біля будівлі німецького парламенту. Тоді було вирішено заборонити приватний повітряний рух над Центральним Берліном.

## Завдання
Разом із Бундесратом, Бундестаг є законодавчою гілкою політичної системи Німеччини.
Хоча більшість законодавчих ініціатив надходять від виконавчої влади, Бундестаг вважає свою законодавчу функцію найважливішою відповідальністю, приділяючи багато зусиль оцінці та внесенню поправок до урядової законодавчої програми. Комітети відіграють важливу роль у цьому процесі. Пленарні засідання забезпечують членам парламенту форум для участі в публічних дебатах щодо законодавчих питань, які розглядаються, але вони зазвичай добре відвідуються лише тоді, коли розглядається важливе законодавство.
Члени Бундестагу – єдині федеральні посадовці, які обираються безпосередньо народом; у свою чергу, Бундестаг обирає канцлера та, крім того, здійснює нагляд за виконавчою владою щодо як змістовної політики, так і рутинного адміністрування. Ця система стримувань і противаг може реалізовуватися через обов’язкові законодавчі акти, публічні дебати щодо урядової політики, розслідування та прямі запитання до канцлера або урядових посадовців. Наприклад, Бундестаг може проводити годину запитань (Fragestunde), під час якої представник уряду відповідає на заздалегідь подане письмове запитання від члена парламенту. Під час години запитань члени можуть ставити додаткові запитання. Запитання можуть стосуватися як важливих політичних питань, так і конкретних проблем виборців. За останні сорок років використання години запитань значно зросло, понад 20 000 запитань було поставлено під час сесії 1987–1990 років. Опозиційні партії активно користуються своїм парламентським правом контролювати дії уряду.
Послуги для виборців також здійснюються через Комітет петицій. У 2004 році Комітет петицій отримав понад 18 000 скарг від громадян і зміг досягти взаємно задовільного рішення для більш ніж половини з них. У 2005 році, як пілотний проєкт інтернет-петицій, була розроблена версія системи електронних петицій для Бундестагу. Це був спільний проєкт Шотландського парламенту, Міжнародного центру теледемократії та Відділу онлайн-сервісів Бундестагу. Система була офіційно запущена 1 вересня 2005 року, а в 2008 році Бундестаг перейшов на нову систему на основі її оцінки.

## Вибори
Німеччина використовує систему змішаної пропорційної виборчої системи, яка поєднує пропорційне представництво з елементами мажоритарної системи відносної більшості. Бундестаг має 598 номінальних членів, обраних на чотирирічний термін; ці місця розподіляються між шістнадцятьма німецькими землями пропорційно до чисельності населення, яке має право голосу.
Кожен виборець має два голоси: голос за кандидата в окрузі (перший голос) і голос за партійний список (другий голос). Виключно на основі перших голосів 299 членів обираються в одномандатних округах за мажоритарною системою відносної більшості. Другі голоси використовуються для пропорційного розподілу місць для партій, спочатку в землях, а потім на федеральному рівні. Місця розподіляються за методом Сент-Лагю. Якщо партія виграє менше місць в одномандатних округах землі, ніж їй належало б за результатами других голосів, вона отримує додаткові місця з відповідного земельного списку. Партії можуть подавати списки в кожній землі за певних умов, наприклад, за наявності певної кількості підписів підтримки. Партії можуть отримати другі голоси лише в тих землях, де вони подали земельний список.
Якщо партія, вигравши одномандатні округи в одній землі, отримує більше місць, ніж їй належало б за результатами других голосів у цій землі (так звані "надмірні мандати"), інші партії отримують компенсаційні мандати. Через це положення, Бундестаг зазвичай має більше ніж 598 членів. Наприклад, 20-й і нинішній Бундестаг має 735 місць: 598 регулярних місць і 137 надмірних та компенсаційних мандатів. Надмірні мандати розраховуються на рівні землі, тому додається багато інших місць для балансування між різними землями, що збільшує кількість місць більше, ніж це потрібно для компенсації на національному рівні, аби уникнути негативного впливу голосування.
Щоб претендувати на місця за результатами голосування за партійний список, партія повинна або виграти три одномандатні округи за першими голосами (положення про базовий мандат), або перевищити поріг у 5% других голосів на загальнонаціональному рівні. Якщо партія виграє лише один або два одномандатні округи та не набирає принаймні 5% других голосів, вона зберігає одномандатні місця, але інші партії, які виконали одну з двох умов, отримують компенсаційні місця. Останній приклад відбувся на виборах 2002 року, коли ПДС набрала лише 4,0% других голосів на загальнонаціональному рівні, але виграла два округи в Берліні. Це правило також застосовується, якщо незалежний кандидат виграє одномандатний округ, що не траплялося з виборів 1949 року.
Якщо виборець віддає перший голос за успішного незалежного кандидата або за кандидата, чия партія не змогла пройти до пропорційного представництва, його другий голос не враховується при розподілі пропорційних місць. Однак він враховується при підрахунку того, чи перевищила партія поріг у 5%.
Партії, що представляють визнані національні меншини (наразі це данці, фризи, лужицькі серби та роми), звільняються від вимог 5% порога та положення про базовий мандат, але зазвичай беруть участь лише в земельних виборах. Єдина партія, яка скористалася цим положенням на федеральному рівні, це Південношлезвізька виборча асоціація, що представляє данців і фризів у Шлезвіг-Гольштейні, і яка змогла виграти місце в 1949 і 2021 роках.

## Членство

### Депутатські групи
Основними організаційними структурами в Бундестазі є парламентські групи (фракції). Для створення парламентської групи потрібно не менше 5% депутатів парламенту. Депутати від різних партій можуть об'єднуватися в групу лише за умови, що їхні партії не конкурували одна з одною на виборах у жодній з федеральних земель Німеччини. Зазвичай, усі партії, що подолали 5%-ий бар'єр, формують власні фракції. Християнсько-демократичний союз (CDU) і Християнсько-соціальний союз (CSU) завжди формували одну спільну фракцію, оскільки CSU бере участь у виборах лише в Баварії, а CDU — у решті 15 земель.
Розмір фракції визначає ступінь її представництва в комітетах, час для виступів, кількість голів комітетів і її участь у керівних органах Бундестагу. Більшість урядового фінансування для законодавчої та адміністративної діяльності отримують саме фракції, а не окремі депутати.
Керівництво фракції складається з голови парламентської партії, кількох заступників і виконавчого комітету. Вони відповідають за представлення фракції, підтримання партійної дисципліни та організацію парламентської діяльності. Члени кожної фракції працюють у робочих групах, що зосереджуються на окремих питаннях політики, таких як соціальна політика, економіка, зовнішня політика тощо. Фракція збирається щовівторка для обговорення законодавчих ініціатив і формування позиції партії.
Партії, що не мають 5% місць у Бундестазі, можуть отримати статус "групи", що надає певні привілеї, хоча й менші, ніж у фракцій.

### Керівні органи
До керівних органів Бундестагу входять Рада старійшин і Президія. Рада старійшин складається з керівництва Бундестагу та найвищих представників кожної фракції, кількість яких залежить від їхньої чисельності. Рада старійшин визначає порядок денний, розподіляє головування в комітетах і є важливим форумом для міжпартійних переговорів. Президія відповідає за адміністративні питання, зокрема роботу секретаріату та наукових служб. Президію очолює президент Бундестагу, як правило, від найбільшої фракції, та віце-президенти від кожної фракції.

### Комітети
Законодавча діяльність у Бундестазі здебільшого відбувається через постійні комітети, кількість яких приблизно відповідає кількості міністерств. У 19-му складі Бундестагу було 24 комітети. Розподіл головування в комітетах і членство в них відображають силу фракцій у парламенті. Члени опозиційних партій можуть очолювати важливі комітети, наприклад, бюджетний комітет зазвичай очолює найбільша опозиційна партія.

### Адміністрація
Членів Бундестагу та президію підтримує Адміністрація Бундестагу, яку очолює директор і яка підпорядковується президенту парламенту. Адміністрація поділена на чотири департаменти: Парламентські служби, Дослідження, Інформаційна та документаційна служби, а також Центральні справи. В Адміністрації працює близько 3 000 співробітників.